# Yläjärvi
Yläjärvi är en sjö i kommunen Padasjoki i landskapet Päijänne-Tavastland i Finland. Sjön ligger 79,1 meter över havet. Arean är 2,03 kvadratkilometer och strandlinjen är 16,91 kilometer lång. Sjön  ingår i Kymmene älvs huvudavrinningsområde.   Den ligger omkring 47 km norr om Lahtis och omkring 130 km norr om Helsingfors. 
I sjön finns flera öar, den största är Omainsaari. Yläjärvi ligger väster om Päijänne. 